# Noodzakelijk verdriet
Noodzakelijk verdriet è il primo album in studio della cantante olandese Froukje, pubblicato il 12 gennaio 2024.

## Descrizione
L'album, composto da 15 tracce, è stato pubblicato a due anni di distanza dall'EP Uitzinnig, il precedente lavoro discografico di Froukje.
In questo suo album di debutto, Froukje incoraggia la sua generazione a vedere la paura come un segnale verde per l’azione, sottolineando che molte esperienze di vita possono essere scomode ma necessarie per la crescita personale. La cantautrice olandese esorta ad accettare e superare il dolore, piuttosto che resistervi o sentirsi vittime. Questo concetto è espresso nel titolo dell’album, Noodzakelijk verdriet ("Tristezza necessaria"), che suggerisce l’importanza di utilizzare il dolore personale per arricchire la vita.

## Promozione
Il 24 febbraio 2023 è stato pubblicato il singolo Als ik God was, con relativo videoclip sul canale YouTube della cantante. Il singolo si è piazzato alla 54ª posizione nella classifica settimanale dei singoli dei Paesi Bassi.
Il 12 maggio è uscito il singolo Naar het licht. Anche questo singolo entra in classifica nei Paesi Bassi. Il 27 ottobre 2023 è stato pubblicato il singolo Houden van mij.
Il 12 gennaio 2024, in concomitanza con l'uscita dell'album, è stato pubblicato sul canale YouTube della cantante il videoclip del brano Kwijt, traccia di apertura del disco.
L'album è stato presentato il 15 e il 16 gennaio 2024 con due concerti al Carré di Amsterdam. A partire dal mese successivo, Froukje ha intrapreso un tour di promozione del disco con date nei Paesi Bassi e in Belgio, registrando diversi sold out.
Il 17 maggio 2024 è stata pubblicata sul canale YouTube della cantante una versione dal vivo della traccia bonus Tetris. A partire dalla medesima data, il brano è stato reso disponibile sulle piattaforme di streaming come sedicesima traccia dell'album.

## Tracce
Testi e musiche di Froukje Veenstra, eccetto dove indicato.
1. Kwijt – 2:51 (musica: Froukje Veenstra, Jens van der Meij)
2. Nu ik niet meer over je schrijf – 3:07 (musica: David van Dijk, Froukje Veenstra)
3. Zonder liedjes – 3:00 (musica: Froukje Veenstra, Jens van der Meij)
4. Onbesproken – 2:51
5. Leeg Restaurant – 1:33
6. Drijfzand – 3:05
7. Zeeën van liefde – 3:28 (musica: Froukje Veenstra, Jens van der Meij, Julius van Eijs)
8. 23 mei – 2:46
9. Houden van mij – 2:18
10. Geef het terug – 2:43
11. Als ik God was – 2:52 (musica: David van Dijk, Froukje Veenstra)
12. Ik ben bang – 2:31
13. Noodzakelijk verdriet – 3:48
14. Naar het licht – 3:16
15. We hebben de tijd – 2:32

Traccia bonus nella riedizione streaming
1. Tetris – 2:51

7" bonus nell'edizione deluxe
1. Tetris – 2:51
2. Houden van mij (live, tour 2023) – 2:25

## Successo commerciale
L'album ha debuttato in prima posizione nelle classifiche ufficiali degli album del Belgio e dei Paesi Bassi. Durante la stessa settimana sono entrati in classifica nei Paesi Bassi anche i brani Kwijt, Nu ik niet meer over je schrijf e Onbesproken, rispettivamente in 27ª, 44ª e 59ª posizione.

## Classifiche
| Classifica (2024) | Posizione massima |
| ----------------- | ----------------- |
| Belgio (Fiandre)  | 1                 |
| Paesi Bassi       | 1                 |